# Maizicourt

Maizicourt este o comună în departamentul Somme, Franța. În 1 ianuarie 2022 avea o populație de 187 de locuitori.